# Нуженка
Нуженка — река в Нижегородской области России, протекает по территории городского округа Бор. Левый приток Волги.

## География
Река Нуженка берёт начало севернее деревни Путьково. Течёт на запад, у деревни Чернораменье от реки отходит канал Нуженка. Река впадает в старицу Волги в посёлке Октябрьский. Устье реки находится в 2216 км от устья Волги. Длина реки составляет 10 км, площадь водосборного бассейна — 11,8 км².

## Данные водного реестра
По данным государственного водного реестра России относится к Верхневолжскому бассейновому округу, водохозяйственный участок реки — Волга от устья реки Ока до Чебоксарского гидроузла (Чебоксарское водохранилище), без рек Сура и Ветлуга, речной подбассейн реки — Волга от впадения Оки до Куйбышевского водохранилища (без бассейна Суры). Речной бассейн реки — (Верхняя) Волга до Куйбышевского водохранилища (без бассейна Оки).
Код объекта в государственном водном реестре — 08010400312110000034141.